# Kim Jong-shin
Kim Jong-shin (coreà: 김종신)  (Comtat de Hampyeong, 17 de maig de 1970) fou un lluitador sud-coreà, especialista en lluita lliure, que va competir durant les dècades de 1980 i 1990.
El 1992 va prendre part en els Jocs Olímpics d'Estiu de Barcelona, on guanyà la medalla de plata en la competició del pes mini mosca del programa lluita lliure.
En el seu palmarès també destaquen dues medalles al Campionat del Món, d'or el 1989 i de bronze el 1991, una medalla d'or als Jocs Asiàtics de 1990, i tres medalles als Campionats Asiàtics de lluita, una d'or, una de plata i una de bronze.